# Rubus macvaughii
Rubus macvaughii är en rosväxtart som beskrevs av Liberty Hyde Bailey. Rubus macvaughii ingår i släktet rubusar, och familjen rosväxter. Inga underarter finns listade i Catalogue of Life.